# Maidwell

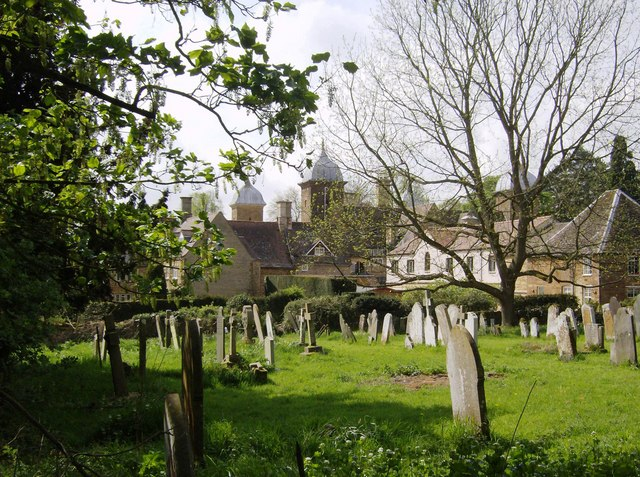
Imagem real do vilarejo localizado no distrito de Daventry

Maidwell é um vilarejo localizado no distrito de Daventry, no condado de Northamptonshire, Inglaterra.